# Triệu Linh Hy
Triệu Linh Hy (tiếng Trung: 赵灵熙; bính âm: Zhào Língxī; sinh ngày 7 tháng 1 năm 2000) là tay vợt quần vợt trẻ người Trung Quốc.
Linh Hy có được thứ hạng ATP đơn cao nhất là 1468, đạt được vào ngày 12 tháng 12 năm 2016
Ở giải trẻ anh có được vị trí cao nhất trong sự nghiệp là số 26 đạt được vào ngày 2 tháng 1 năm 2017. Hy giành chức vô địch để giành gianh hiệu Giải quần vợt Úc Mở rộng 2017 - Đôi nam trẻ cùng Hsu Yu-hsiou.

## Chung kết Grand Slam trẻ

### Đôi: 1 (1 danh hiệu)
| Kết quả | Năm  | Giải đấu        | Mặt sân | Đồng đội     | Đối thủ                   | Tỷ số                  |
| ------- | ---- | --------------- | ------- | ------------ | ------------------------- | ---------------------- |
| Vô địch | 2017 | Australian Open | Cứng    | Hsu Yu-hsiou | Finn Reynolds Duarte Vale | 6–7(8–10), 6–4, [10–5] |